# Ederson Bruno Domingos
Ederson Bruno Domingos (* 21. August 1989 in Jacarezinho), auch bekannt als Eder, ist ein brasilianischer Fußballspieler.

## Karriere
Eder begann seine Karriere 2008 beim Erstligisten SC Internacional in Porto Alegre. Im Sommer 2009 unterschrieb er einen Vertrag beim japanischen Zweitligisten Yokohama FC. 2012 kehrte er nach Brasilien zurück und unterschrieb einen Vertrag bei Ypiranga FC (Erechim). Danach spielte er bei Canoas SC und Veranópolis ECRC. 2014 wechselte er zu Grêmio Esportivo Brasil. 2014 wurde er mit dem Verein Vizemeister der vierten Liga und stieg in die dritt Liga auf. Von 2015 bis 2019 war er außerdem noch bei den Vereinen CE Lajeadense, EC São José, Ypiranga FC und SER Caxias do Sul unter Vertrag. 2021 wechselte er nach Malta. Hier unterschrieb er einen Vertrag bei Nadur Youngsters F.C. 2022 wechselte er zu Ħamrun Spartans. Mit dem Verein wurde er 2022/23 und 2023/24 maltesischer Meister. 

## Erfolge
Ħamrun Spartans
- Maltesischer Meister: 2022/23, 2023/24